# 1e Luftwaffen-Feldkorps
Het Duitse 1e Luftwaffen-Feldkorps (Duits: Generalkommando I. Luftwaffen-Feldkorps) was een Duits legerkorps van de Wehrmacht tijdens de Tweede Wereldoorlog. Het korps kwam eigenlijk nauwelijks tot leven en werd snel weer omgedoopt.

## Krijgsgeschiedenis

### Voorgeschiedenis
Na de zware verliezen van het Duitse leger in de winter van 1941/42 en het daaropvolgende zomeroffensief aan het oostfront konden de legereenheden niet meer volledig worden opgevuld. De grondorganisaties van de Luftwaffe hadden daarentegen nog steeds voldoende opgeleid personeel. Met "Führer Order" van 12 september 1942 beval Adolf Hitler dat de Luftwaffe 200.000 man moest overdragen aan het leger. De opperbevelhebber van de Luftwaffe, Hermann Göring, was hier tegen en was in staat Adolf Hitler te overtuigen om de soldaten te verzamelen in "Luftwaffen-Felddivisies". Deze divisies zouden onder de Luftwaffe moeten blijven. Voor de bevelvoering van de nieuwe divisies werden "Luftwaffen-Feldkorps" opgericht. Vanwege de kritische situatie aan het Oostfront moesten de nieuw gevormde eenheden zonder voldoende training aan het front worden ingezet. De slecht opgeleide eenheden leden ook onder leiderschapsfouten van de onvoldoende opgeleide officieren. Na zware verliezen werden de divisies op 1 november 1943 in het leger genomen en ook de Luftwaffen-Feldkorpsen werden allemaal omgevormd.

### Oprichting
Het 1e Luftwaffen-Feldkorps werd opgericht in november 1942 uit het 13e Fliegerkorps (Generalkommando des XIII. Fliegerkorps). 

### Inzet
Het 13e Fliegerkorps was pas in oktober 1942 opgericht om de opstelling van de Luftwaffen-Felddivisies te begeleiden. Het korps werd gedurende korte tijd ondergebracht bij Heeresgruppe Nord, maar al snel werd duidelijk dat het onontbeerlijk was om de Luftwaffen-Felddivisies op te richten. Daarom werd het korps teruggebracht naar Berlijn.

Het 1e Luftwaffen-Feldkorps werd eind 1942 in Berlijn weer terug omgedoopt tot 13e Fliegerkorps.

## Bovenliggende bevelslagen
| Leger | Legergroep        | Plaats/regio              | Begin         | Eind      |
| ----- | ----------------- | ------------------------- | ------------- | --------- |
|       | Heeresgruppe Nord | Berlijn, Rusland, Berlijn | november 1942 | eind 1942 |

## Commandanten

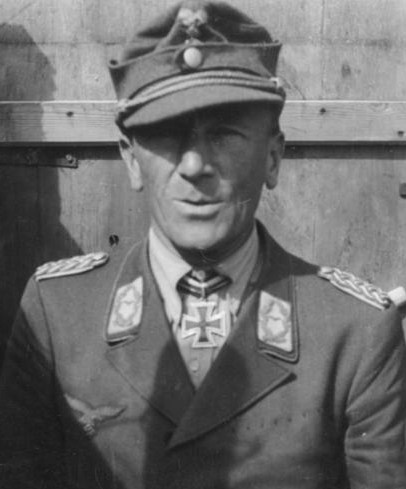
Generalmajor Eugen Meindl

| Rang         | Naam         | Begin         | Eind      |
| ------------ | ------------ | ------------- | --------- |
| Generalmajor | Eugen Meindl | november 1942 | eind 1942 |